# این را از ریکیو بپرس
این را از ریکیو بپرس (انگلیسی: ask This of Rikyu) (به ژاپنی: 利休にたずねよ Rikyu ni tazune yo)فیلمی در ژانر زندگینامه‌ای است که در سال ۲۰۱۳ منتشر شد. از بازیگران آن می‌توان به ایچیکاوا ابیزو یازدهم در نقش سن نو ریکیو، میکی ناکاتانی، ایچیکاوا دانجورو دوازدهم، و یوسوکه ایسه‌یا در نقش اودا نوبوناگا اشاره کرد.

## بازیگران
- ایچیکاوا ابیزو یازدهم، در نقش سن نو ریکیو
- میکی ناکاتانی، در نقش سوئون
- ایچیکاوا دانجورو دوازدهم، در نقش تاکه‌نو جو
- یوسوکه ایسه‌یا، در نقش اودا نوبوناگا
- نائو اوموری، در نقش تویوتومی هیده‌یوشی
- Clara Lee , در نقش یک زن از کشور گوریو